# Lachesilla yakima
Lachesilla yakima är en insektsart som beskrevs av Edward L. Mockford och Garcia Aldrete 1974. Lachesilla yakima ingår i släktet Lachesilla och familjen kviststövsländor. Inga underarter finns listade i Catalogue of Life.